# Rodolívos
Rodolívos, en grec moderne : Ροδολίβος, est un village et un ancien dème du district régional de Serrès, en Macédoine-Centrale, Grèce. Depuis 2010, il est fusionné au sein du dème d'Amphipolis.
Selon le recensement de 2011, la population du dème compte 2 611 habitants, tandis que celle du village s'élève à 2 072 habitants.